# Ramiro Ortega Garriga
Ramiro Ortega Garriga, también Ramir Ortega Garriga (Sort, 1899 - México, 1972) fue un político marxista de Cataluña (España). Nació en la localidad ilerdense de Sort pero que desarrolló la mayor parte de su vida política en España en la localidad tarraconense de Reus.
Ortega Garriga ingresó por oposición en Correos, como oficial de 5ª, en noviembre de 1917. Tuvo por destino la localidad valencia de Chelva hasta que en enero de 1928 fue destinado a Reus. En enero de 1931 ascendió a oficial de 1ª. Miembro del PSOE y de la UGT se opuso a la fusión entre la Federación Catalana del PSOE (de la que era miembro) y Unió Socialista de Catalunya en el verano de 1933, alineándose con la postura de Largo Caballero, que frustró finalmente la fusión.
En julio de 1934 fue destinado a la localidad alicantina de Rojales, siendo detenido y expedientado por su implicación en la insurrección revolucionaria de octubre de dicho año, siendo enviado en un barco a Tarragona. Fue liberado tras el triunfo del Frente Popular en febrero de 1936, reingresando en Correos, como jefe de negociado de 3ª en Reus en marzo del mismo año. En abril fue elegido compromisario para la elección del nuevo presidente de la República, en las listas del Front d'Esquerres por provincia de Tarragona. Tras la fusión de los partidos socialistas y comunistas catalanes para formar el PSUC Ortega fue secretario político del primer comité comarcal de Reus de dicho partido. En la I Conferencia Nacional del PSUC celebrada en 1937, fue elegido miembro de su comité central.
En mayo de 1937 fue nombrado alcalde de Reus, cargo que ocupó hasta enero de 1939, cuando las tropas franquistas ocuparon la ciudad. Marchó al exilio francés y desde ahí pasó a México en junio de 1939. En 1942 fue expulsado del PSUC, pero no abandonó la actividad política, tomando parte de la creación del Partit Socialista Catalá. Murió en México en 1972.